# The Beauty of Falling
The Beauty of Falling — дебютный альбом австралийской металкор-группы Feed Her to the Sharks. Альбом был записан и распространялся за средства группы, так как FHTTS не имели контракта ни с каким лейблом. Альбом спродюсировал Фредрик Нордстрем, известный по работе с такими группами, как Arch Enemy, Bring Me The Horizon, Buried In Verona и In Flames. Был записан в студии «Studio Fredman» в Швеции.

## Список композиций
1. Extinction/Resurrection — 04:24
2. Dead by Dawn — 03:10
3. Fear of Failure — 03:27
4. With the Change of Seasons — 01:09
5. Misery — 03:31
6. Murder Monogamy — 05:04
7. Digital Breakdown — 00:47
8. Neptune Does Not Have a Trident — 04:00
9. My Bleeding Heart Swims in a Sea of Darkness — 03:48
10. Outta My Way Satan… GARD! — 03:44
11. Tragedy, Tears and Sorrow — 01:18
12. The Beauty of Falling — 03:37